# Euproutia rufomarginata
Euproutia rufomarginata är en fjärilsart som beskrevs av Arnold Pagenstecher 1893. Euproutia rufomarginata ingår i släktet Euproutia och familjen mätare. Inga underarter finns listade i Catalogue of Life.